# Alphington Paper Mill
Alphington Paper Mill era una fábrica de papel que estaba ubicada en Alphington, Victoria, Australia. Fue construido para Australian Paper Manufacturers en dos años y se inauguró en 1921, y se añadió la sala de calderas en 1954. En 2008, la planta se cerró y la propiedad se vendió en 2012 a un consorcio que planeaba convertirla en una zona residencial.

## Historia

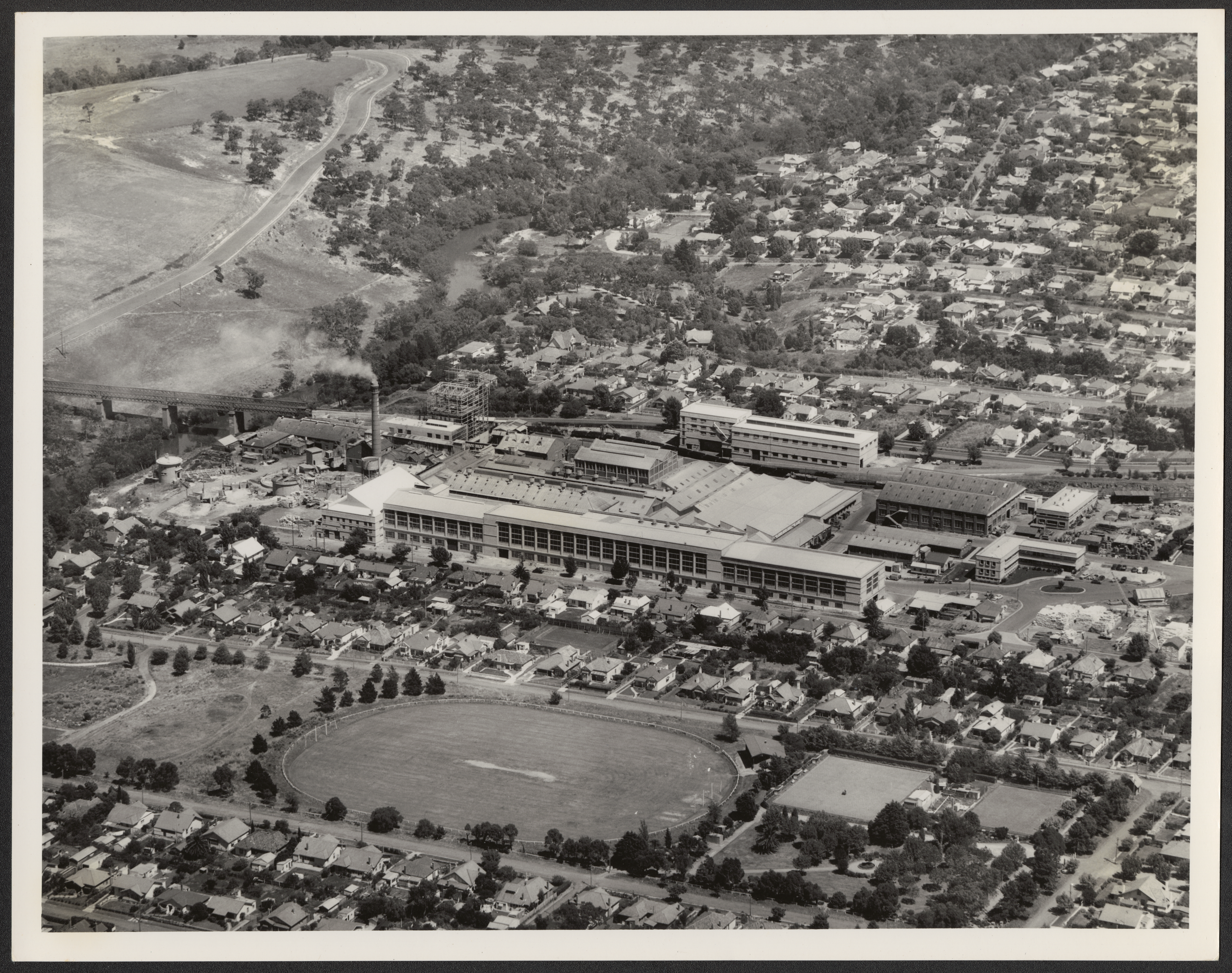
Vista aérea del antiguo sitio APM Alphington (1950).

### Construcción
En agosto de 1918, Australian Paper Manufacturers (APM, más tarde Amcor) compró el sitio, que en ese momento se llamaba «Woodlands», para construir una fábrica. La construcción del edificio tardó dos años y se completó en 1921 utilizando 1 200 000 ladrillos. En la década de 1930, APM amplió considerablemente sus operaciones en el sitio, introduciendo un turbogenerador de 15 toneladas en 1932 y flotando A$1 millones de acciones en 1937 para financiar una mayor expansión. En 1954, APM construyó la sala de calderas diseñada por Mussen, Mackay y Potter para albergar las calderas y las turbinas que alimentan el molino. El edificio presentaba uno de los primeros ejemplos de muro cortina de Melbourne.

### Cierre y remodelación
En 2008, Amcor anunció sus intenciones de cerrar la planta. El ministro de planificación estatal, Justin Madden, rezonificó el terreno en 2009 para uso mixto, lo que permitió que se construyeran «más de 2000 viviendas, así como comercios, oficinas e instalaciones comunitarias a lo largo del río Yarra». La propiedad salió al mercado ese año y nuevamente en 2011, y Amcor esperaba $200 millones, pero no se vendió. Las operaciones se detuvieron en diciembre de 2012, cuando la empresa trasladó sus operaciones a una nueva planta de $500 millones en Sídney. La propiedad de Alphington finalmente se vendió en 2013 por 120 millones de dólares a un consorcio que incluye las empresas Alpha Partners, Wesfarmers y Glenvill Group.
El 25 de octubre de 2017, el nuevo ministro de Planificación, Richard Wynne, anunció que la sala de calderas no recibiría una superposición patrimonial para «dar paso a nuevas casas, zonas verdes y espacios abiertos». Los planes para el desarrollo establecen aproximadamente 2500 casas y apartamentos, 13 000 m² (139 930,9 ft²) de espacio comercial, así como viviendas asequibles, instalaciones comunitarias y espacios abiertos. Se espera que el desarrollo albergue a 5000 nuevos residentes, duplicando la población del suburbio. El desarrollo, denominado «ciudad Tesla» debido a su enfoque respetuoso con el medio ambiente, construirá viviendas con paneles solares, baterías solares Tesla Powerwall, cargadores de vehículos eléctricos y una calificación ESD de seis estrellas del Instituto de Desarrollo Urbano de Australia. Además de la eficiencia energética, el desarrollo planea una reducción del uso de agua del 43% y un vertedero reducido en un 80%.

## Controversias e incidentes
En octubre de 1927, el capataz de 24 años del molino, Charles Butling, fue aplastado por tres toneladas de equipo. Lo llevaron al Hospital St Vincent, pero lo encontraron muerto al llegar.
En junio de 1949, la ciudad de Heidelberg acusó a APM de seis cargos de «haber cometido una molestia al permitir que salieran polvo de humo y material no completamente quemado de sus chimeneas». La denuncia surgió después de que los vecinos de la zona sufrieran la entrada de hollín en sus viviendas. La escasez de carbón negro causó el problema en ese momento.
En diciembre de 2007, Amcor fue condenada por el Tribunal de Magistrados de Heidelberg por verter petróleo en el cercano río Yarra y multada con 80 000 dólares.

## Lectura adicional
- Sinclair, E. K. (1991). The Spreading Tree: A History of APM and AMCOR 1844–1989 (en inglés australiano). Allen & Unwin. ISBN 9780044423553.
- Alpha Partners (26 de mayo de 2016). «2015 Development Plan» (informe). City of Yarra (en inglés australiano).

- Datos: Q122460835